# 杨锦山
杨锦山（1915年—2010年），男，祖籍安徽怀宁，生于直隶山海关，中国热能动力工程专家，曾任机械电子工业部上海发电设备成套设计研究所副所长兼总工程师。